# حكايات من التاريخ (كتاب)
حكايات من التاريخ، هي مجموعة حكايات للعلامة السوري الدمشقي علي الطنطاوي، وهي 'سلسلة تتألف من سبع حكايات صغيرة يقع كل منها في بضع وأربعين صفحة من القطع الصغير (12×17)، وقد ظهرت الطبعة الأولى منها في سنة 1960.

## نبذة
هذه الحكايات مشابهة في فكرتها ومنهج كتابتها للقصص التي يضمها كتاب "قصص من التاريخ"، غير أن تلك كانت «قصصاً» للكبار وهذه «حكايات» للصغار. قال المؤلف عنها في مقدمتها: «هذه» حكايات من التاريخ«. ومن منا لا يحب الحكايات؟ ومن لا يذكر أياماً من حياته كان يسعى فيها إلى جدته العجوز يسألها حكاية، فتتعلل هي ويتوسل هو، حتى إذا استجابت وبدأت بالفاتحة التي لا بد منها لكل حكاية:» كان يا ما كان، كان في قديم الزمان... «تجمّع وتحفّز، وصارت كل جارحة من جسده أذناً تصغي وقلباً يعي... ويكبر الطفل، ولكن الحنين إلى الحكايات والقصص يكبر معه. لذلك استجبت مسروراً لمّا كلفتني» دار الفكر«بأن أتولى كتابة هذه السلسلة من الحكايات. إنها حكايات ولكنها تاريخية واقعة. وليس معنى هذا أني أفتح كتاب التاريخ وأنقل ما فيه، ولكن معناه أني آخذ الخبر التاريخي، أو الواقعة المروية، فأخرجها إخراجاً فنياً. وربما زدت فيها قليلاً أو كثيراً، وربما كان أصلها سطوراً معدودة فجعلتها صفحات. ولكني لا أخرج -في جوهر القصة- عن الأصل على كل حال. وإذا كانت الجدة تجد الحرج والضيق كلما سألها الصبي حكاية جديدة فذلك لأن حكاياتها قليلة لا تعرف غيرها، أما أنا فلن أضيق لأن لديّ فيضاً لا ينقطع من هذه الحكايات».
والظاهر أنه كتبها للأطفال في آخر المرحلة الابتدائية، فهو يختم المقدمة السابقة بالقول: «وسأعرض هذه الحكايات بأسهل لفظ وأقرب عبارة؛ حتى يفهمها تلميذ الصف الرابع الابتدائي». والناشر نفسه قد صنفها في الكتب الموجهة لهذه السن (فكتب على غلافها إنها للناشئين، أبناء 10-12)، ولكن لا شك في أن لغتها قوية بحيث يمكن لطالب الإعدادية والثانوية أن يقرأها مستمتعاً بها مستغرقاً فيها، بل إن ذلك ليس ببعيد حتى على الكبار.

## سلسلة الحكايات
وهي سبع مجموعات:
- جابر عثرات الكرام
- المجرم ومدير الشرطة
- التاجر والقائد
- التاجر الخراساني
- قصة الأخوين
- وزارة بعنقود عنب
- ابن الوزير

## وصلات خارجية
- موقع علي الطنطاوي.